# Heilbronn Güterbahnhof
Der Heilbronner Güterbahnhof (offizielle Bezeichnung bis 1985: Heilbronn Rangierbahnhof, umgangssprachlich oft Böckinger Rangierbahnhof genannt) ist ein Rangierbahnhof der Deutschen Bahn in Heilbronn.

## Geografie

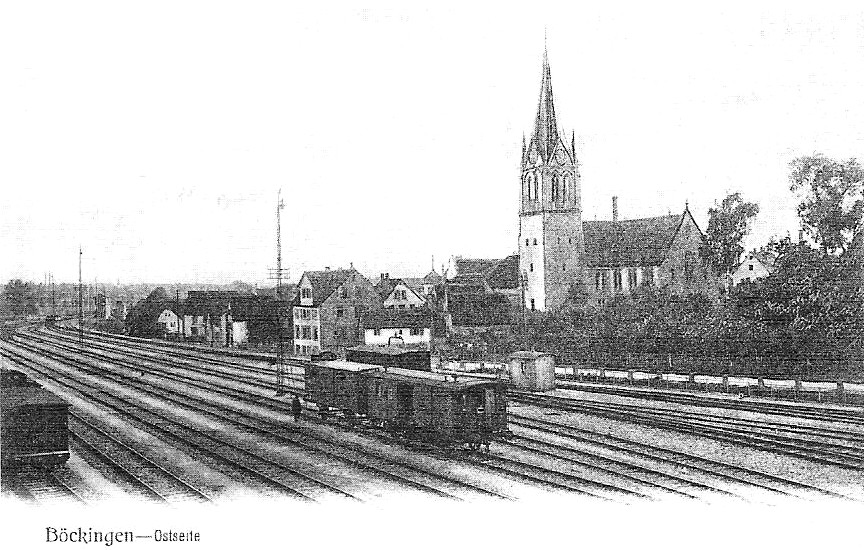
Ostseite des Heilbronner Rangierbahnhofs um 1905

Der Bahnhof liegt zwischen dem Heilbronner Ortsteil Böckingen und dem Neckar. Er grenzt im Osten an die Eisenbahnstrecke Stuttgart–Heilbronn (Frankenbahn) und im Norden an die Strecke Karlsruhe–Heilbronn (Kraichgaubahn).
Das Bahngelände erstreckt sich über eine Länge von 2 km und eine maximale Breite von 500 m und umfasst 26 Gleise. Am südlichen Ende der Anlage befindet sich der Ablaufberg.
Bis zum 24. September 1995 existierte ein Verbindungsgleis zwischen der Kraichgaubahn und dem Güterbahnhof. Das Gleis verlief zwischen dem ehemaligen Bahnbetriebswerk Heilbronn und der Leonhardstraße, kreuzte die Ludwigsburger Straße und mündete schließlich in die Kraichgaubahn. Über diese Verbindung konnten Güterzüge von und nach Karlsruhe ohne Rangieren direkt in den Güterbahnhof einfahren oder ausfahren.

## Geschichte

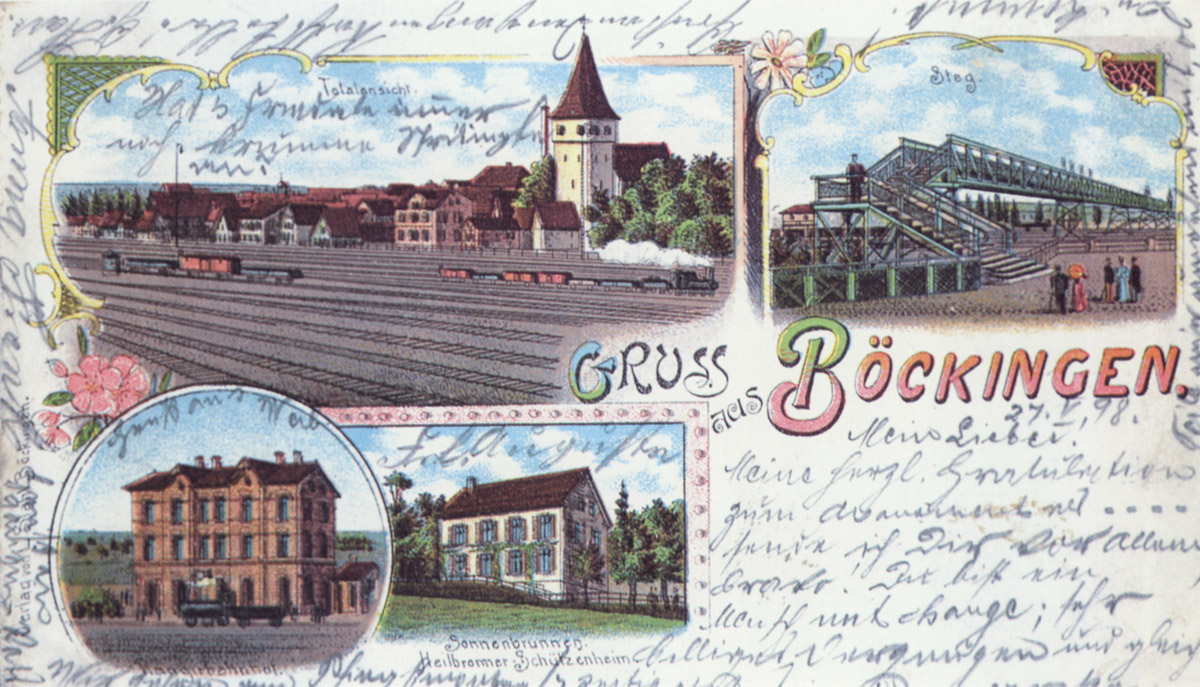
Heilbronner Rangierbahnhof vor 1901

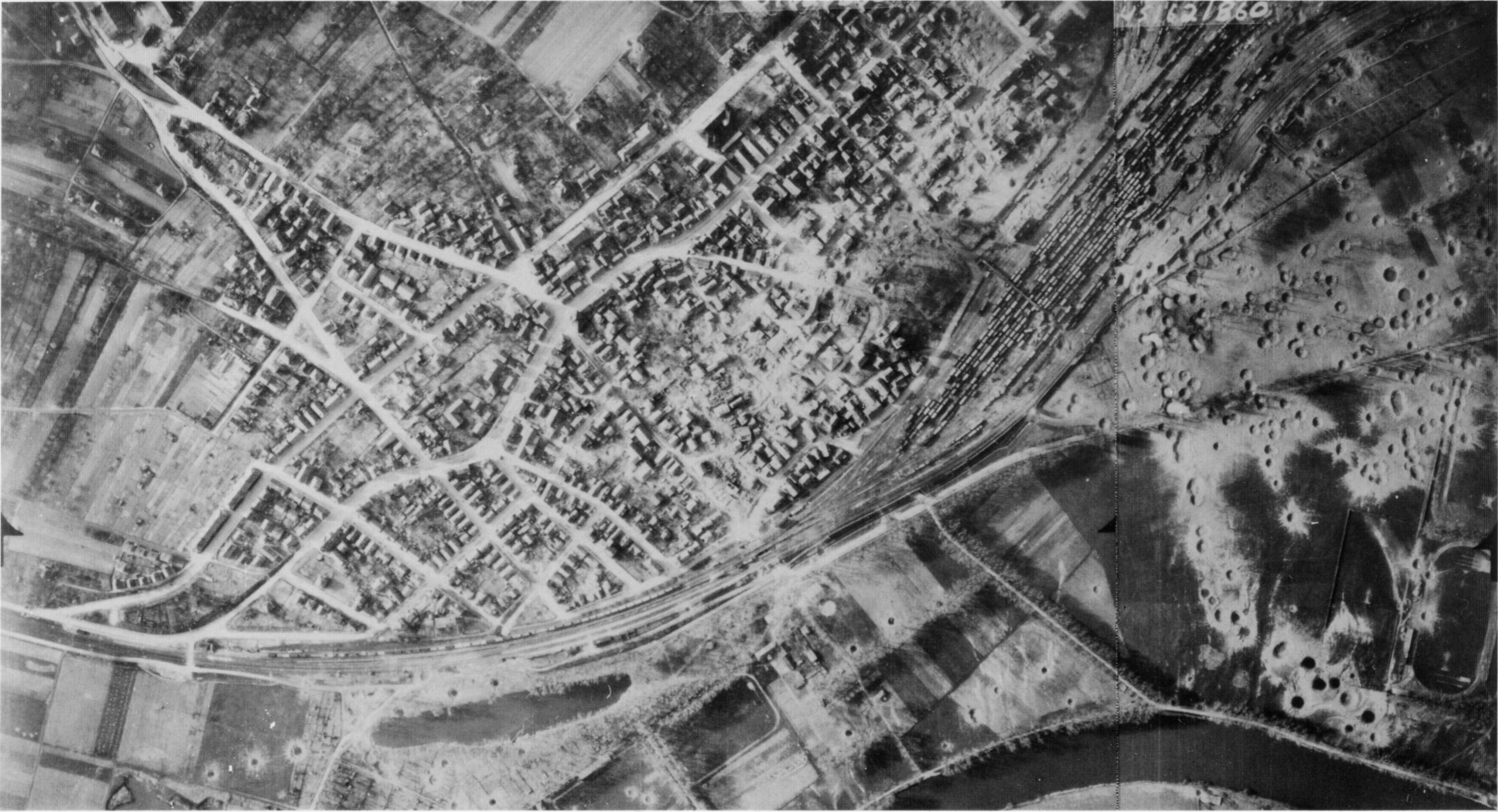
Böckingen und der Rangierbahnhof 1945

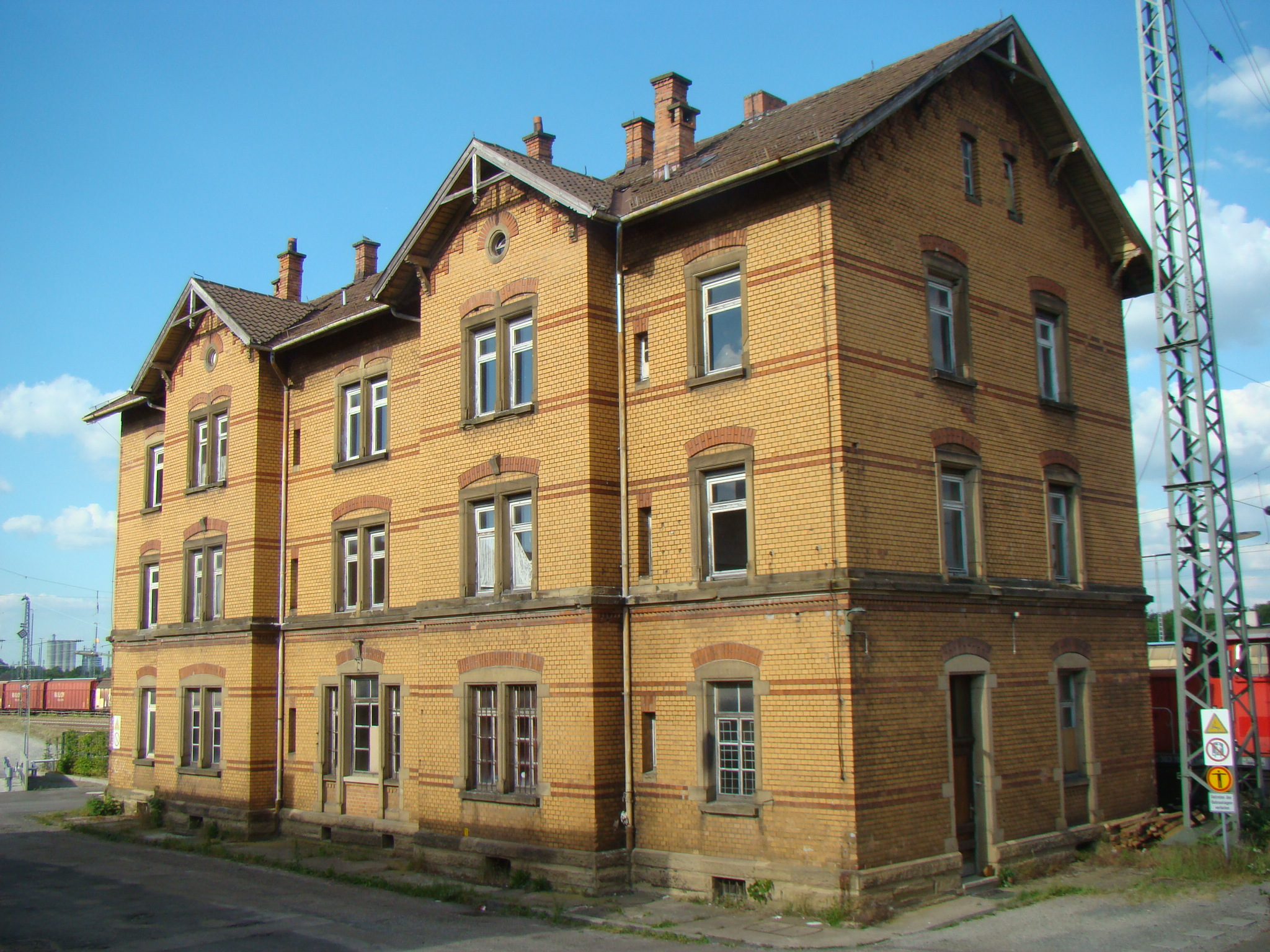
Dienstgebäude des Güterbahnhofs

Aufgrund des starken Zuwachses im Schienengüterverkehr wurde bereits 1884 seitens der Königlich Württembergischen Staats-Eisenbahnen (K.W.St.E.) der Bau eines vom Personenverkehr separierten Rangierbahnhofs für Heilbronn in Erwägung gezogen. Heilbronn lag 1896 nach Stuttgart an zweiter Stelle im Eisenbahngüterverkehr in Württemberg. Die elf Gleise des Heilbronner Hauptbahnhofs reichten für diese Gütermengen nicht mehr aus.
Aufgrund der Lage Heilbronns im Neckartal war es schwierig, ein geeignetes Gelände ausfindig zu machen, auf dem eine entsprechend große Anlage gebaut werden konnte. Darum musste man auf die Gemarkung der damals selbstständigen Gemeinde Böckingen ausweichen.
Der Bau des Rangierbahnhofs wurde am 10. Mai 1890 per Gesetz beschlossen, und am 24. Juni 1890 wurde mit dem Bau begonnen. Die Gleise der Strecke Stuttgart–Heilbronn mussten nach Osten verlegt werden, wobei der obere Böckinger See verkleinert wurde. Der „untere“ See war bereits 1873–1884 ausgetrocknet und aufgefüllt worden, der „obere“ See wurde der Gemeinde Böckingen vom württembergischen Staat im Jahre 1881 zur Nutzung übereignet. Der neue Bahnhof wurde im Oktober 1896 eröffnet, erst am 29. Februar 1897 waren die Bauarbeiten weitgehend abgeschlossen.
Für Böckingen waren die weiten Anlagen des Bahnhofs ein gewisses Entwicklungshemmnis, und der Lärm rief bei den Anwohnern immer wieder Ärger hervor. Der Ablaufberg des Bahnhofs besaß keine optischen Signale, so dass der Lokführer mittels eines akustischen Hornsignals geleitet wurde. Durch den Rangierbetrieb sah man die Totenruhe im angrenzenden alten Friedhof bei der Pankratiuskirche gefährdet, so dass bis 1906 ein neuer Friedhof am nördlichen Ortsende errichtet wurde.
1932 gingen durchschnittlich acht Güterzüge mit jeweils rund 50 Waggons durch den Bahnhof ein und aus. Als 1935 der Heilbronner Kanalhafen fertiggestellt wurde, stieß der Bahnhof öfter an seine Leistungsgrenzen. Bis nach dem Zweiten Weltkrieg rollten in Spitzenzeiten bis zu 2000 Waggons täglich durch den Bahnhof.
Bei den schweren Bombenangriffen auf Heilbronn und Böckingen zwischen September 1944 und März 1945 wurde der Rangierbahnhof häufig getroffen und schwer beschädigt.
Bereits 1949 verließen wieder 1500 Waggons den Bahnhof, weshalb es Überlegungen gab, zwischen dem Haltepunkt Heilbronn-Sülmertor und dem Bahnhof Neckarsulm einen größeren Rangierbahnhof zu bauen und die Anlage in Böckingen aufzugeben. Dieses Projekt wurde jedoch nie realisiert.
Da besonders im Herbst zur Rübenkampagne die Gleisanlagen in Böckingen nicht mehr ausreichten, wurden 1975 im Süden des Bahnhofs parallel zur Frankenbahn in Richtung Stuttgart drei Gleise mit je 750 m Länge gebaut. Dieser so genannte Vorbahnhof (offiziell: Bahnhofsteil Heilbronn-Klingenberg) dient bis in die Gegenwart zum Umspannen von Lokomotiven für einen Fahrtrichtungswechsel sowie als Erweiterung des Rangierbahnhofs.
Im Bereich der südlichen Einfahrt in den Vorbahnhof kam es am 12. August 1984 zu einem schweren Eisenbahnunfall, als ein Nachtschnellzug einen Gleiswechsel mit zu hoher Geschwindigkeit befuhr. Drei Menschen starben, 35 wurden schwer und 21 leicht verletzt.
Über den Bahnhof fuhren Durchgangsgüterzüge der Relation Mannheim–Nürnberg, die hier Richtung sowie Lokomotive wechselten.

## Heutige Bedeutung

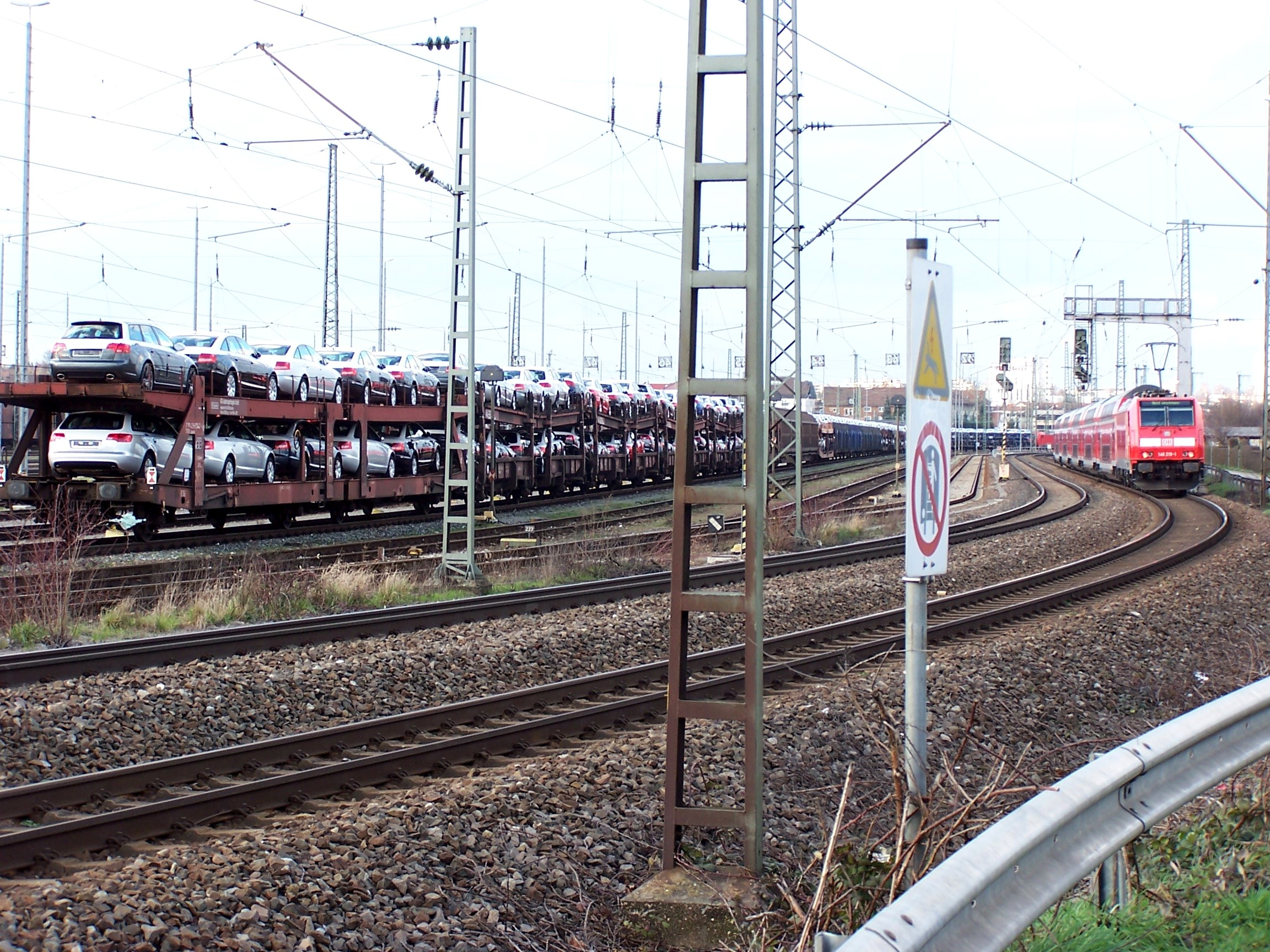
Güterzug mit Audi-Pkw und eine RegionalBahn

Mit der immer stärkeren Verlagerung von Gütern auf die Straße nahm die Bedeutung des Heilbronner Rangierbahnhofs immer mehr ab. Mit Wirkung zum 2. Juni 1985 wurde er daher als „Heilbronn Güterbahnhof“ in einen Satelliten des Rangierbahnhofs Kornwestheim umgewandelt. Seitdem erstrecken sich die Rangieraufgaben nur noch auf den lokalen Bereich.
Die wichtigsten Güter stellen Kohle, Salz und Automobile dar. Daneben werden noch Mineralöle, Chemikalien, Holz, Zementklinker, Schrott sowie Metalle über den Bahnhof transportiert. Die benötigten Güterwagen bringen vier Züge am Tag von Kornwestheim Rangierbahnhof nach Heilbronn.
DB Cargo Deutschland beschäftigt in Heilbronn 30 Mitarbeiter und ist für die Zusammenstellung der Züge sowie das Verteilen der Güterwagen an die Kunden zuständig. Hierfür wurden 2008 15 der 26 Gleise des Güterbahnhofs benötigt.
Jährlich durchlaufen den Bahnhof rund 90.000 Güterwagen, wovon rund 18.000 auf die Industrie- und Hafenbahn Heilbronn entfallen. Der Großteil der Kunden befindet sich im Stadtgebiet Heilbronn. Weitere Kunden liegen in Walheim, Öhringen und Bad Friedrichshall.